# Aperanat
Aperanat (Aper-Anati) ókori egyiptomi uralkodó, Alsó-Egyiptom hükszosz királya volt az i. e. 17. század közepén. Jürgen von Beckerath szerint a XVI. dinasztia második uralkodója volt, a XV. dinasztia hükszosz királyainak vazallusa, Kim Ryholt azonban a második átmeneti korról írt 1997-es tanulmányában kifejti véleményét, mely szerint a XVI. dinasztia független thébai uralkodókból állt i. e. 1650–1580 között, ennek megfelelően Aperanatot a XV. dinasztia egyik korai, talán második uralkodójának tartja. Ezzel az elemzéssel Darrell Baker és Janine Bourriau is egyetért, mások, köztük Stephen Quirke azonban nem.

## Említései
Aperanat egyetlen ismert említése egy barna zsírkő szkarabeuszpecséten maradt fenn, mely ma a londoni Petrie Múzeumban található. Ezen neve előtt a heka haszut, azaz „az idegen földek uralkodója” cím szerepel, amelyet kizárólag a korai hükszosz uralkodók viseltek. Ryholt ez alapján a XV. dinasztia második uralkodójaként azonosította Aperanatot, bár hozzátette, hogy ez csak feltételezéseken alapul.

## Fordítás
- Ez a szócikk részben vagy egészben  az   Aperanat című angol Wikipédia-szócikk ezen változatának fordításán alapul.  Az eredeti cikk szerkesztőit annak laptörténete sorolja fel. Ez a jelzés csupán a megfogalmazás eredetét és a szerzői jogokat jelzi, nem szolgál a cikkben szereplő információk forrásmegjelöléseként.